# ウネンラギア
ウネンラギア (Unenlagia) は後期白亜紀に生息していた獣脚亜目に属す恐竜の属。化石はアルゼンチンのネウケン州で発見されている。全長は約2-3m。

## 概説

ヒトとの比較。

学名は現地の言葉で「鳥の半分」若しくは「不完全な鳥」を意味する。いわゆる恐竜と始祖鳥の中間にあたる動物とも言われている。肩甲骨に存在する上腕骨を関節する窪みが、他系統の恐竜では下を向くのに対し、本種では外側を向く事が化石から判明している。この特徴は本種が他系統の恐竜よりも腕を高く持ち上げる行為が可能だった事を示し、ひいては鳥類の「羽ばたき」へと発達したものと推測される。但し本種に関しては身体が大きく真の飛翔はおろか、滑空も難しかっただろう。恐らく疾走時に体の平衡を保つ為に腕を広げたのだろうと思われる。

## 系統
- 恐竜 dinosaur
竜盤類 Saurischia
獣脚類 Theropoda
テタヌラ類 Tetanurae
コエルロサウルス類 Coelurosauria
マニラプトル形類 Maniraptoriformes
マニラプトル類 Maniraptora
エウマニラプトル類 Eumaniraptora
デイノニコサウルス類 Deinonychosauria
ドロマエオサウルス類 Dromaeosauridae